# Hong Kong nos Jogos Olímpicos de Verão de 1956
Hong Kong participou dos Jogos Olímpicos de Verão de 1956 em Melbourne, Austrália.